# Меморіал мучеників Чанаккале
Меморіал загиблим Чанаккале розташований перед затокою Морто на вершині пагорба Хісарлик (тур. Hisarlik Tepe), збудований в пам'ять загиблих , а саме 250 тисячам воїнів., які померли у роки Першої світової війни.

## Історія
За одною з версій, ідея меморіалу виникла коли Мустафа Кемаль Ататюрк оглядав околиці Чанаккале, до нього звернулися селяни та показали меморіали інших країн, які були вже збудовані. Він відповів, що для турецьких загиблих збудує меморіал, що найменше висотою в 40 метрів .
Офіційно про будову цієї пам’ятки було відомо у 1942 році, але через початок Другої світової війни конкурс на побулову був проведений тільки 1944 році, на якому перемогли такі архітектори: Доган Енгінбаш (тур. Doğan Erginbaş) , Ісмаїл Уткулар (тур. İsmail Utkular)  та  Ферідун Кіп (тур. Feridun Kip).
Проект був написаний тільки у 1954 році, та того ж року 19 квітня почалось будівництво. З невідомих причин будівництво призупинялось. Пізніше, Газета Мілліет розпочала кампанію на збір коштів для побудови меморіалу, також долучилися люди, які своїми зусиллями почали відправляти гроші на відновлення робіт. Навіть у мережі магазинів Мігрос були поставлені скарбнички, у які всі бажаючи могли внести свій вклад. У загальній кількості було зібрано 2,3 мільйона турецьких лір.

## Загальна інформація
21 серпня 1960 року меморіал був офіційно відкритий для відвідувань. Під меморіалом розташований музей, а поруч Пам’ятник Мехметчику та Турецьке кладовище. Також відомо що 25-ти метровий бронзовий флагшток який стоїть поруч із меморіалом є подарунком від турка, який живе в Америці - Назмі Джелаль (тур. Nazmi Celal).. На цвинтарі є меморіальні дощечки, які розподілені на міста народження  загиблих воїнів, на кожній дощечці з обох сторін написані імена загиблих. Загальна кількість надписів 59408. Також є могила невідомого солдата якому відтяв голову австралійський солдат та взяв її з собою у якості трофею, однак 10 березня 2003 року представники Австралії повернули голову турецького воїна на батьківщину. 18 березня 2003 року солдат з усіма почестями та за релігійними традиціями був перепохований. Найцікавіше те. що на всьому кладовищі це тільки одна справжня могила. яка має у собі захоронення. 
На споруду було витрачено 4 мільйона турецьких лір, на які було закуплено: 3800 тон гранітного каменю, 285 тон заліза , 630 квадратних метрів лісоматеріалу , 1275 тон цементу , 4400 тон гравію. На основну частину пам'ятника були використані 850 кубічних метрів (2125 тон) бетону.

### Архітектурні особливості
Споруди спочатку була запланована в 40 метрів висоти, але архітектори додали до неї ще і зріст Ататюрка (1,7м). Тож, пам'ятка була збудована заввишки 41,7 метрів. Меморіал можна побачити майже з усіх сторін півострову. Будова займає площу 62,5 квадратних метрів.Меморіал складається з чотирьох частин, кожна з яких символізує певний етап війни. Відомий факт що, якщо подивитися з моря, то видно лише дві частини меморіалу, а якщо дивитися з суші, то видно всі 4 частини, цим архітектор хотів підкреслити кількість воїн на морі та на суші. 